# Stadio Geoffroy Guichard
Lo stadio Geoffroy Guichard (in francese Stade Geoffroy-Guichard) è un impianto sportivo multifunzione francese di Saint-Étienne; si trova nel settore settentrionale della città nel quartiere di Carnot Le Marais.
Edificato a partire dal 1930 e inaugurato nel 1931 come stadio di proprietà del club calcistico dell'Association Sportive de Saint-Étienne Loire, è utilizzato anche per il rugby sia in ambito di club che internazionale.
Capace di 41965 posti a sedere, ha ospitato gare calcistiche del campionato mondiale 1998 e di due campionati d'Europa (1984 e 2016); oltre a ciò, fu anche tra le sedi della Coppa del Mondo di rugby 2007, ed è destinata ad accoglierne incontri dell'edizione 2023.
È intitolato a Geoffroy Guichard, storico imprenditore cittadino fondatore dell'azienda alimentare divenuta nota come Groupe Casino, e dal 2001 è di proprietà di Saint-Étienne Métropole, entità amministrativa della conglomerazione dei comuni del circondario di Saint-Étienne.
In omaggio alla tifoseria del proprio club, ritenuta tra le più accese del Paese, lo stadio ricevette nel corso degli anni settanta il soprannome di «calderone» o «calderone verde» (in francese Le chaudron vert).
Il fondo di gioco è, dal 2015, in erba ibrida con tecnologia AirFibr.

## Storia
La genesi dello stadio è legata a quella del club che lo edificò: entrambi infatti nacquero per iniziativa dell'industriale francese del ramo alimentare Geoffroy Guichard, che nel 1919 creò un club sportivo sociale nel proprio dopolavoro, l'Amicale S.C., poi divenuto A.S. Stéphanoise, che nel 1927 si fuse con lo Stade Forézien Universitaire a formare l'A.S.S.S.F.U. (A.S. Stéphanoise et Stade Forézien Universitaire).
La federcalcio francese aveva aperto, in quegli anni, al professionismo e Guichard volle guidare il club verso tale traguardo, ma necessitava di uno stadio, ragion per cui nel 1930 istituì una società senza scopo di lucro, "Les Amis du Sport", al fine di raccogliere i fondi per costruire l'impianto su un terreno di 41000 m² venduto a Guichard da una nobildonna della zona.
I lavori iniziarono nell'autunno 1930 e un anno dopo, il 13 settembre 1931, lo stadio, intitolato allo stesso Guichard, fu inaugurato con un'esibizione delle due rappresentative dell'A.S.S.S.F.U., quella calcistica contro il Cannes mentre quella rugbistica ospitò il Montferrand.
Altre manifestazioni si svolsero a latere delle due partite inaugurali, tra cui una riunione amichevole d'atletica leggera.
La struttura appena inaugurata era capace di 10000 posti dei quali 800 a sedere sulla tribuna d'onore ed era dotata di pista regolamentare da 400 m intorno al campo in erba delle dimensioni di 100 × 66 m.
Due anni più tardi il club, che nel frattempo era stato ribattezzato Association Sportive de Saint-Étienne o ASSE, debuttò nel calcio professionistico.

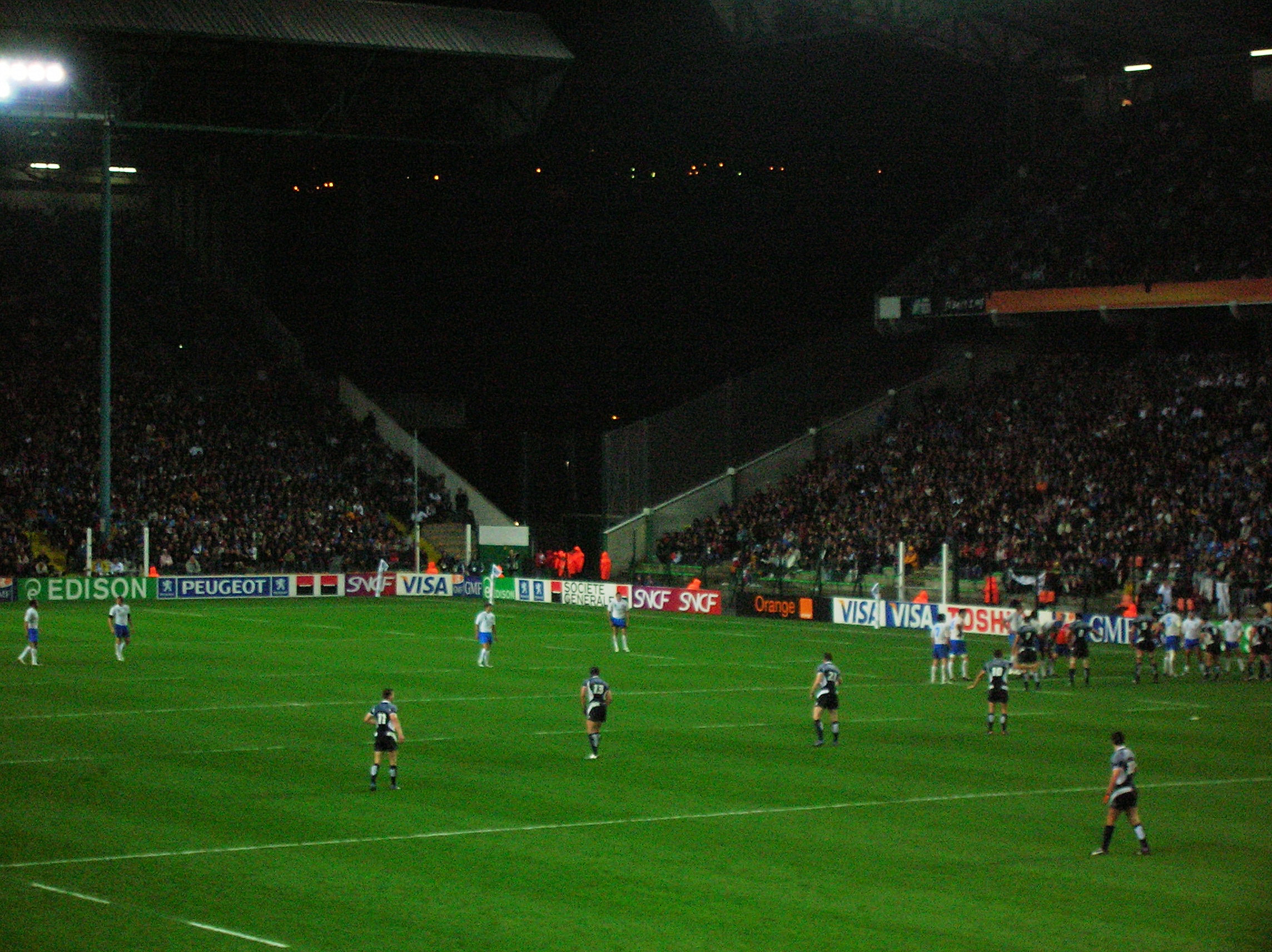
‒ alla

Il nuovo stadio necessitò fin da subito di ampliamenti, e quindi il club tra il 1936 e il 1938 provvide a dotarlo di tribune laterali dietro le linee di fondo e una tribuna centrale intitolata a Henri Point.
Quando nel 1957 il Saint-Étienne divenne campione di Francia la pista d'atletica fu rimossa al fine di aumentare la capienza del Geoffroy Guichard, ma le spese sostenute per tale ristrutturazione resero impossibile al club continuare a mantenere la struttura, che nel 1965 fu rilevata dal comune che ne finanziò i lavori.
La mano pubblica portò a termine i lavori di illuminazione, rifacimento spogliatoi e copertura di ogni ordine di posto.
Negli anni settanta lo stadio divenne teatro di alcune delle più famose imprese del calcio francese di club, con il Saint-Étienne, vincitore di 7 titoli nazionali in 9 stagioni, a raggiungere la finale di Coppa dei Campioni 1975-76; in quegli anni il club fornì alla selezione nazionale francese importanti giocatori quali per esempio Gérard Janvion, Dominique Bathenay, Dominique Rocheteau e soprattutto Michel Platini.
Fu in quegli anni che lo stadio acquisì la fama di «calderone».
Negli ottavi di finale di Coppa dei Campioni 1974-75 il Saint-Étienne era contrapposto all'Hajduk Spalato: l'andata terminò 4-1 per il club jugoslavo, e al ritorno, in uno stadio pieno in ogni ordine di posti, Jean-Michel Larqué segnò il goal del temporaneo 1-0 per i francesi; tuttavia a meno di mezz'ora dalla fine dell'incontro Mićun Jovanić pareggiò per l'Hajduk.
Benché le speranze di qualificazione fossero ridotte (servivano 3 goal per pareggiare e 4 per passare il turno), Dominique Bathenay e Georges Bereta portarono il Saint-Étienne sul 3-1, e nei minuti finali, Yves Triantafyllos segnò il 4-1 che indirizzava l'incontro ai supplementari, nei quali egli stesso marcò il goal del 5-1 che mandò la squadra ai quarti di finale.
Il giorno dopo, la stampa sportiva, l'Équipe in testa, descrissero lo stadio come «un calderone», e da allora l'espressione divenne antonomastica del Geoffroy Guichard.
Tra il dicembre 1982 e il febbraio 1984 lo stadio fu ristrutturato in vista del settimo campionato europeo di calcio, con conseguente aumento della capacità a 48000 spettatori e l'installazione dei display a cristalli liquidi in luogo dei vecchi tabelloni segnapunti elettrici.
Durante la manifestazione, tenutasi a giugno 1984, il Geoffroy Guichard ospitò due incontri, entrambi nella fase a gironi, Spagna ‒ Romania e Francia ‒ Jugoslavia.
Per un decennio lo stadio sparì dalla ribalta, seguendo le vicende del club che, dopo il suo periodo migliore, oscillava tra la prima e la seconda divisione, ma nel 1994 fu tra gli impianti designati ad accogliere gare del campionato mondiale di calcio 1998: furono messe in opera entrate prive di barriere architettoniche per favorire gli ingressi agli invalidi, le biglietterie furono spostate sotto gli accessi a ogni tribuna e furono modernizzati i servizi sugli spalti, eliminando i posti in piedi e riducendo la capacità a 35600 posti con tribune ormai a ridosso del campo di gioco.

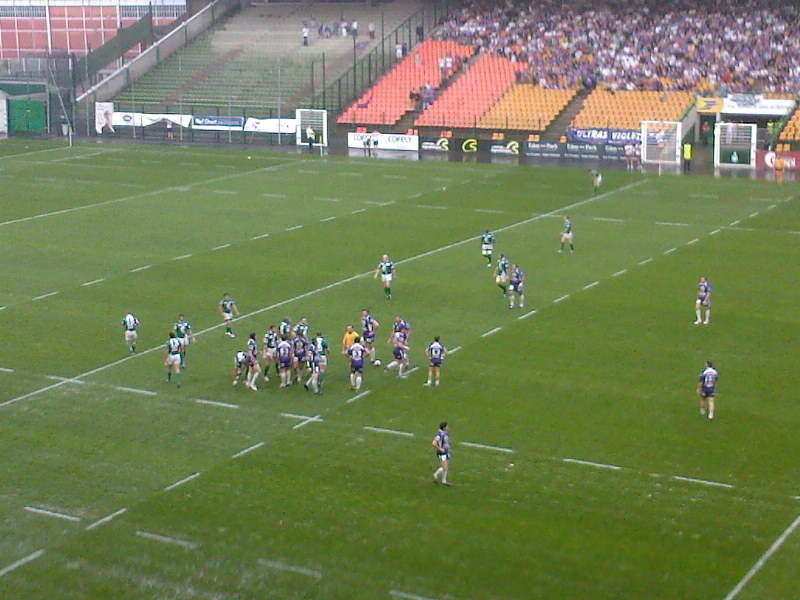
Il Geoffroy Guichard in veste rugbistica nel 2010, terreno interno del Club athlétique de Saint-Étienne

A Saint-Étienne furono affidati cinque incontri della fase a gironi e un ottavo di finale, che a posteriori si rivelò uno dei più spettacolari di quell'edizione del campionato e più in generale del torneo: l'Argentina eliminò l'Inghilterra ai tiri di rigore dopo avere pareggiato 2-2 ai tempi supplementari con goal di Gabriel Batistuta e Javier Zanetti per i sudamericani e Alan Shearer e Michael Owen da parte britannica.
Nel 2001 lo stadio passò dal comune di Saint-Étienne alla comunità urbana di Saint-Étienne-Métropole, nel 2018 divenuta Metropoli di Saint-Étienne.
Nel novembre 2002 ospitò l'incontro di ritorno del barrage di qualificazione UEFA al mondiale femminile 2003 in Cina che vide la Francia battere le pari categoria dell'Inghilterra .
Insieme a Saint-Denis e Lione, Saint-Étienne fu tra le sedi anche della FIFA Confederations Cup 2003 della quale ospitò diverse partite della fase a gironi più la finale per il terzo posto, vinta 2-1 dalla Turchia sulla Colombia.
A tale data la Francia aveva ricevuto anche l'organizzazione della Coppa del Mondo di rugby 2007 per il cui svolgimento furono utilizzate tutte le sedi già impiegate per il mondiale di calcio 1998; nel corso della competizione ospitò tre incontri, tutti nella fase a gironi, l'ultimo dei quali quello decisivo, ai fini della qualificazione per entrambe le squadre, tra Scozia e Italia, vinto dai britannici 18-16.
Nella stagione rugbistica 2010-11 lo stadio ospitò anche la concittadina squadra del Club athlétique de Saint-Étienne (C.A.S.E.), promosso in Pro D2 per la prima volta nella sua storia.
Tra il 2011 e il 2014 lo stadio fu sottoposto a lavori di ristrutturazione e adeguamento in vista del campionato europeo di calcio 2016 e nel 2015 fu dotato di manto erboso in erba sintetica di tecnologia AirFibr.
In occasione del secondo appuntamento francese con il campionato europeo, il Geoffroy Guichard ospitò quattro incontri, tra cui l'ottavo di finale tra Svizzera e Polonia, vinto ai rigori da quest'ultima. Il comitato organizzatore della Coppa del Mondo di rugby 2023, che la Francia organizza a 16 anni di distanza dall'ultima volta che la ospitò, ha designato lo stadio tra le sedi destinate ad accogliere incontri del torneo.
In occasione dei Giochi della XXXIII Olimpiade, ha ospitato 6 gare della fase a gironi del torneo di calcio olimpico.

## Incontri internazionali di rilievo

### Calcio
| Arbitro: | Kim Milton Nielsen |

|                                   |                      |                                |
| Batistuta 6’ (rig.) Zanetti 45’   | Marcatori            | 10’ (rig.) Shearer 16’ Owen    |
| Berti Crespo Verón Gallardo Ayala | Tiri di rigore 4 – 3 | Shearer Ince Merson Owen Batty |

| Arbitro: | Nicole Petignat |

|            |           |  |
| Diacre 54’ | Marcatori |  |

| Arbitro: | Mark Shield |

|               |           |                    |
| Hernández 63’ | Marcatori | 2’ Tuncay 86’ Okan |

| Arbitro: | Mark Clattenburg |

|                                            |                      |                                                  |
| Shaqiri 82’                                | Marcatori            | 39’ Błaszczykowski                               |
| Lichtsteiner Xhaka Shaqiri Schär Rodríguez | Tiri di rigore 4 – 5 | Lewandowski Milik Glik Błaszczykowski Krychowiak |

### Rugby a 15
| Arbitro: | Jonathan Kaplan |

|                                     |      |                             |
|                                     | mt   | 12’ Troncon                 |
|                                     | tr   | 12’ D. Bortolussi           |
| Paterson 1’, 5’, 31’, 34’, 46’, 51’ | c.p. | 17’, 55’, 62’ D. Bortolussi |

| Arbitro: | Andrew Brace |

|                                 |      |                                        |
| Nawaqanitawase 23’ Vunivalu 68’ | mt   | 43’ Tuisova                            |
| Donaldson 68’                   | tr   | 43’ Kuruvoli                           |
| Donaldson 3’                    | c.p. | 12’, 21’, 27’, 33’ Kuruvoli 66’ Lomani |